# The Elder Scrolls: Blades
The Elder Scrolls: Blades — мобільна гра жанру action RPG, розроблена компанією Bethesda Game Studios та видана Bethesda Softworks на пристроях Android та iOS 9 квітня 2019 року. До повноцінного випуску, 28 березня 2019 року Blades було випущено у ранньому доступі, для виявлення та виправлення ймовірних неполадок. Мобільна гра є частиною серії The Elder Scrolls.

## Ігровий процес
The Elder Scrolls: Blades це рольова гра в жанрі екшн від першої особи. Гра була розроблена спеціально для мобільних пристроїв та заточена під сенсорні екрани, включає в себе такі функції: натискання, слайди, або віртуальні елементи управління подвійний палицею. Бій включає в себе: використання зброї ближнього бою, магічні заклинання і дальні атаки. У грі є підземелля, які є результатом як ручної роботи дизайнерів, так і процедурної генерації. Гравці можуть накопичувати досвід та підвищувати рівень своїх персонажів, щоб розширити їх здібності.
На мобільних пристроях у гру можна грати як у горизонтальному, так і в портретному режимі.

### Режими гри
Blades має три основних режими гри:
- Безодня — пропонує roguelike досвід, у якому гравець повинен дістатися якомога далі у нескінченне підземелля, у якому вороги стають щораз сильнішими.
- Арена — багатокористувацький режим, в якому два гравці б'ються один проти одного.[3]
- Місто — основний режим гри, де гравець може проходити історію, отримувати квести та зустрічатися з неігровими персонажами (NPC).[2][3]

## Сюжет
Знаходячись у фентезійному Всесвіті The Elder Scrolls, персонаж гравця є членом Blades, елітної групи агентів Імперії, які були змушені залишити країну. Гравець повертається у своє рідне місто, та знаходить його зруйнованим, тепер він повинен допомогти його відновленню.

## Розробка
The Elder Scrolls: Blades була розроблена та підтримується Bethesda Game Studios, видана компанією Bethesda Softworks. Відеогра була анонсована Тоддом Говардом під час прес-конференції Bethesda на E3 2018. Спочатку, випуск відеогри мав відбутися восени 2018 року, проте реліз все ж перенесли на березень-квітень 2019 року. Остаточно, The Elder Scrolls: Blades вийшла в безкоштовному ранньому доступі на Android та iOS 28 березня 2019, а вже наступного місяця, 9 квітня 2019 року, — відбувся повноцінний випуск відеогри. Тодд Говард також зазначив, що компаніє планує випустити відеогру не лише смартфонах, а також і на інших платформах, з підтримкою віртуальної реальності.

### Маркетинг
Анонс та перший трейлер з показом ігрового процесу відбувся на E3 2018 11 червня 2018 року.
28 вересня 2018 року, Тодд Говард виступив на Apple Presentation, продемонструвавши нову гру, та розповівши про технічні можливості iPhone X.